# Episodi di Happy Days (prima stagione)
La prima stagione della serie televisiva Happy Days è stata trasmessa negli Stati Uniti dal 15 gennaio 1974. In Italia questa stagione è stata trasmessa in prima visione su Rai 1 dall'8 al 27 dicembre 1977. Nella prima trasmissione italiana, non è stato seguito l'ordine cronologico originale degli episodi.
| nº | Titolo originale            | Titolo italiano         | Prima TV USA     | Prima TV Italia  |
| -- | --------------------------- | ----------------------- | ---------------- | ---------------- |
| 1  | All the Way                 | Fino in fondo           | 15 gennaio 1974  | 8 dicembre 1977  |
| 2  | The Lemon                   | Una serata movimentata  | 22 gennaio 1974  | 10 dicembre 1977 |
| 3  | Richie's Cup Runneth Over   | Torta a sorpresa        | 29 gennaio 1974  | 9 dicembre 1977  |
| 4  | Guess Who's Coming to Visit | Mezzanotte di fuoco     | 5 febbraio 1974  | 14 dicembre 1977 |
| 5  | Hardware Jungle             | Concerto rock           | 12 febbraio 1974 | 15 dicembre 1977 |
| 6  | The Deadly Dares            | Prove terribili         | 19 febbraio 1974 | 16 dicembre 1977 |
| 7  | Fonzie Drops In             | Fonzie torna a scuola   | 26 febbraio 1974 | 13 dicembre 1977 |
| 8  | The Skin Game               | Bolle di sapone         | 5 marzo 1974     | 12 dicembre 1977 |
| 9  | Breaking Up Is Hard to Do   | Ballo scolastico        | 12 marzo 1974    | 17 dicembre 1977 |
| 10 | Give the Band a Hand        | Giusta punizione        | 26 marzo 1974    | 20 dicembre 1977 |
| 11 | Because She's There         | Appuntamento a sorpresa | 2 aprile 1974    | 19 dicembre 1977 |
| 12 | In the Name of Love         | Richie innamorato       | 9 aprile 1974    | 21 dicembre 1977 |
| 13 | Great Expectations          | Una strana ragazza      | 16 aprile 1974   | 22 dicembre 1977 |
| 14 | The Best Man                | Testimone di nozze      | 23 aprile 1974   | 24 dicembre 1977 |
| 15 | Knock Around the Block      | Una questione d'onore   | 30 aprile 1974   | 23 dicembre 1977 |
| 16 | Be the First on Your Block  | Rifugio antiatomico     | 7 maggio 1974    | 27 dicembre 1977 |

## Fino in fondo
- Titolo originale: All the Way
- Diretto da: Mel Ferber
- Scritto da: Rob Reiner, Philip Mishkin e Garry Marshall

Trama: Grazie all'aiuto di Potsie, Richie ha un appuntamento con Mary Lou Milligan. Richie non ha successo, ma lascia credere a Fonzie e agli altri amici di essere andato "Fino in fondo".
- Altri interpreti: Kathy O'Dare (Mary Lou), Danny Jacobson (Pat), Richard D. Hurst (Cook)
- Note: Nel doppiaggio italiano, quando Richie legge le caratteristiche del libro di Mickey Spillane "Io ti ucciderò" (I, the jury), dice che il copyright è del 1974; si tratta evidentemente di un errore (Happy Days è ambientato negli anni cinquanta); l'anno corretto è il 1947.

L'insegna del locale nel quale si incontrano i protagonisti è, per la prima e unica volta, "Arthur's"; dall'episodio successivo varierà in "Arnold's".

## Una serata movimentata
- Titolo originale: The Lemon
- Diretto da: Jerry Paris
- Scritto da: Dick Bensfield e Perry Grant

Trama: Per avere successo con le ragazze, Richie e Potsie comprano una macchina in comune. L'acquisto si rivelerà piuttosto deludente.
- Altri interpreti: Tita Bell (Trudy), Cindy Eilbacher (Betty)
- Note: Benché nel doppiaggio italiano si parli di pugilato, l'incontro che Howard guarda in TV è un match di wrestling; il "George il magnifico" che viene citato è Gorgeous George, nome di combattimento del famoso wrestler americano degli anni cinquanta George Raymond Wagner.

Il signor Cunningham incontra Fonzie per la prima volta.

## Torta a sorpresa
- Titolo originale: Richie's Cup Runneth Over
- Diretto da: Jerry Paris
- Scritto da: William S. Bickley e Bob Brunner

Trama: Potsie e Richie partecipano a una festa di addio al celibato di un cugino di Potsie che è nei marine. La festa prevede grandi bevute di birra e una ragazza che esce dalla torta.
- Altri interpreti: Louisa Moritz (Verna Laverne), Lennie Weinrib (Duke), Tim Haldeman (Arnold), Beatrice Colen (cameriera), Tom Harris (Vince)

## Mezzanotte di fuoco
- Titolo originale: Guess Who's Coming to Visit
- Diretto da: Jerry Paris
- Scritto da: Mark Rothman e Lowell Ganz

Trama: Skizzy sfida Ralph a una corsa in macchina illegale e Fonzie si offre di correre al posto dell'amico. 
- Altri interpreti: Herb Voland (sergente), Alan Abelew (Skizzy), Laura Michaels (Jean), Beatrice Colen (Marsha, la cameriera), Julie Graham (cheerleader), Barry Greenberg (Moose), Carey Williams (ragazza)
- Note: Per la gara Fonzie indossa un giubbotto di pelle nera. È la prima volta che compare questo indumento che diventerà (a partire dalla seconda stagione) caratteristico del personaggio.

## Concerto rock
- Titolo originale: Hardware Jungle
- Diretto da: Jerry Paris
- Scritto da: Frank Buxton e Michael Lesson

Trama: Grazie a Fonzie, Richie trova i biglietti per un importante concerto rock che si tiene a Milwaukee. Prima dell'evento deve però sostituire suo padre nel negozio di ferramenta. 
- Altri interpreti: Tita Bell (Trudy), George Ives (Dottor McKay), Peter Brocco (Signor Egan), Robert Casper (Cliente), Richard Doran (Bert), Barry Greenberg (Moose)

## Prove terribili
- Titolo originale: The Deadly Dares
- Diretto da: Herb Wallerstein
- Scritto da: Steven Zacharias

Trama: Per poter entrare nel club dei Demoni, Potsie e Richie sono costretti ad affrontare sette prove di ammissione ardite e umilianti. 
- Altri interpreti: Ed Begley, Jr. (Hank), Jack Riley (O'Reilly), Beatrice Colen (Marsha), Neil J. Schwartz (Bag), Lou Tiano (Rocky), John Weeler (Signor Crenshaw)
- Note: Il dipinto che Joanie e Howard riproducono è "The Blue Boy" di Thomas Gainsborough.

## Fonzie torna a scuola
- Titolo originale: Fonzie Drops In
- Diretto da: Mel Ferber
- Scritto da: Bob Brunner e William S. Bickley

Trama: Sollecitato da Richie, Fonzie decide di riprendere gli studi alla Jefferson High School pur continuando a lavorare come meccanico, ma l'esperienza risulta problematica. 
- Altri interpreti: Jessica Myerson (Signorina Pratt, l'insegnante), Tita Bell (Trudy), Stuart Nisbet (Signor Faraday), Jean Fraser (Sandy), Richard Doran (bambino)
- Note: Nell'episodio si parla di un tatuaggio di Fonzie che però non verrà mai mostrato.

L'insegnante afferma che i posti della classe sono assegnati in ordine alfabetico, ma a fronte di questo risulta quanto meno curioso che Richard Cunningham sia seduto a fianco di Waren Weber.

## Bolle di sapone
- Titolo originale: The Skin Game
- Diretto da: Mel Ferber
- Scritto da: William S. Bickley

Trama: Ralph racconta agli amici di aver visto lo spettacolo della spogliarellista "Bolle di sapone". Richie e Potsie allora si procurano dei documenti falsi per poter andare a loro volta a vedere lo spettacolo, ma vi troveranno uno spettatore inaspettato. 
- Altri interpreti: Barbara Rhoades (Bolle di sapone), Arthur Batanides (Eddie, proprietario del locale), Lee Paul (Mory, l'uomo che lascia entrare Richie e Potsie nel locale), Beatrice Colen (Marsha), Billy Sands (cameriere), Frank Sivero (Tasca)
- Note: All'ingresso del locale quando a Potsie, che secondo il suo documento falso ha 18 anni, viene chiesto l'anno di nascita, egli risponde '40 nella versione italiana, mentre nell'originale risponde '38. L'anno corrente è dunque il 1956.

## Ballo scolastico
- Titolo originale: Breaking Up Is Hard to Do
- Diretto da: Jerry Paris
- Scritto da: William S. Bickley

Trama: Richie rompe la sua storia con Arlene ma, per non andare da solo al ballo scolastico, è costretto a invitarla. 
- Altri interpreti: Laurette Spang (Arlene), Reta Shaw (signora McCarthy), Beatrice Colen (Marsha), Tita Bell (Trudy), Jean Fraser (Sandy)

## Giusta punizione
- Titolo originale: Give the Band a Hand
- Diretto da: Jerry Paris
- Scritto da: Dick Bensfield e Perry Grant

Trama: Richie, Ralph e Potsie con l'amico Bag costituiscono un complesso per guadagnare qualche dollaro. La prima uscita è al club dell'università, ma dopo la serata Richie e Potsie si giocano il compenso a poker. 
- Altri interpreti: Bruce Kimmel (Murf), Richard Rasof (Animal), Neil J. Schwartz (Bag), Don Carter (Brian), Ding Dingle (cameriera)
- Note: la canzone che il complesso suona ripetutamente è All Shook Up, portata al successo da Elvis Presley nel 1957.

## Appuntamento a sorpresa
- Titolo originale: Because She's There
- Diretto da: Peter Baldwin
- Scritto da: Jack Winter

Trama: Potsie invita Richie a una festa in maschera e gli procura anche una ragazza che Richie non conosce. Quando la incontra scopre che è decisamente più alta di lui. 
- Altri interpreti: Diana Canova (Phyllis), Beatrice Colen (Marsha), Gracia Lee (Hazel), Mike Monahan (Harry), Karen Duitsman (Susan), Barry Greenberg (Moose)

## Richie innamorato
- Titolo originale: In the Name of Love
- Diretto da: Don Weis
- Scritto da: Jack Winter

Trama: Cindy, una ragazza che piace molto a Potsie e Ralph, chiede a Richie di studiare insieme; Richie arriva a chiederle di fare coppia fissa. 
- Altri interpreti: Mary Cross (Cindy), Dick Balduzzi (Joe), Robert Karvelas (uomo)

## Una strana ragazza
- Titolo originale: Great Expectations
- Diretto da: Jerry Paris
- Scritto da: Bob Brunner, Michael Leeson, Peggy Elliott e Ed Scharlach

Trama: Richie conosce Diedre, una ragazza aderente al movimento beat e la presenta alla sua famiglia che la ritiene persona poco "convenzionale"; da questo nasce uno scontro generazionale fra Howard e Richie e quest'ultimo è quasi deciso ad andarsene con gli amici di Diedre. 
- Altri interpreti: Udana Power (Diedre), Danny Goldman (Lawrence), Beatrice Colen (Marsha), Valerie Curtin (poetessa)

## Testimone di nozze
- Titolo originale: The Best Man
- Diretto da: Jerry Paris
- Scritto da: Joel Kane

Trama: Fred, un amico di colore conosciuto sotto le armi, chiede ad Howard di fargli da testimone alle nozze; poiché, a seguito dei pregiudizi verso i neri, non si trova un posto per celebrare il matrimonio, Marion propone di utilizzare la propria casa, suscitando critiche di tutti i vicini. 
- Altri interpreti: Robert DoQui (Fred Washington), Bill Henderson (signor Davis), Amzie Strickland (signora Finley), Edward Marshall (agente Kincaid), Wonderful Smith (reverendo), Gail Cameron (Carol)

## Una questione d'onore
- Titolo originale: Knock Around the Block
- Diretto da: Jerry Paris
- Scritto da: Ben Joelson e Art Baer

Trama: Dopo che Richie ha aiutato la sorella di Frankie Malina, capo della gang dei Ducas (Dukes nell'originale), a Potsie viene rubata la bicicletta da parte della stessa banda. Richie, Potsie e Ralph si recano nel quartiere dei Ducas per riprendere la bicicletta, ma le loro buone maniere non sono efficaci. 
- Altri interpreti: Darrell Fetty (Frankie), Manuel Padilla Jr. (Squirt), Beatrice Colen (Marsha), Tom Ruben (Milton), Herbie Faye (Pop)

## Rifugio antiatomico
- Titolo originale: Be the First on Your Block
- Diretto da: Jerry Paris
- Scritto da: Richard Morgan

Trama: Preoccupato per la Guerra fredda, Howard intende costruire un rifugio antiatomico nel giardino di casa, malgrado il parere contrario degli altri componenti della famiglia.
- Altri interpreti: Ronnie Schell (Ernie), Beatrice Colen (Marsha), Jean Fraser (Susie), Christina Hart (Carole Actman)